# Kyle of Lochalsh
Kyle of Lochalsh är en ort i Storbritannien.   Den ligger i kommunen Highland och riksdelen Skottland, i den nordvästra delen av landet, 700 km nordväst om huvudstaden London. Kyle of Lochalsh ligger 50 meter över havet och antalet invånare är 734.
Terrängen runt Kyle of Lochalsh är huvudsakligen kuperad, men västerut är den platt. Havet är nära Kyle of Lochalsh åt nordväst. Närmaste större samhälle är Glenelg, 9,6 km sydost om Kyle of Lochalsh. 